# 신코다이라역
신코다이라역(일본어: 新小平駅, しんこだいらえき)은 일본 도쿄도 고다이라시에 있는 동일본 여객철도 무사시노 선을 운행하는 열차가 정차하는 역이다.
무사시노 선과 주오 선의 화물지선(구니타치 지선 - 구니타치역과 직결되는 단선철도)이 합류하는 지점이기도 하다.

## 타는 곳
| 1 | ■ 무사시노 선 | 니시코쿠분지・후추혼마치 방면                                                                         |
| 2 | ■ 무사시노 선 | 무사시우라와・미나미우라와・신마츠도・니시후나바시・ ■게이요 선 직결 도쿄 (쾌속)・가이힌마쿠하리 방면 |

## 인접역
| 동일본 여객철도 ■무사시노 선 | 동일본 여객철도 ■무사시노 선 | 동일본 여객철도 ■무사시노 선                |
| ---------------------------- | ---------------------------- | ------------------------------------------- |
| 니시코쿠분지 후추혼마치      | 쾌속, 각역정차               | 신아키쓰 니시후나바시, 도쿄, 가이힌마쿠하리 |